# Dao (espada dos Naga)

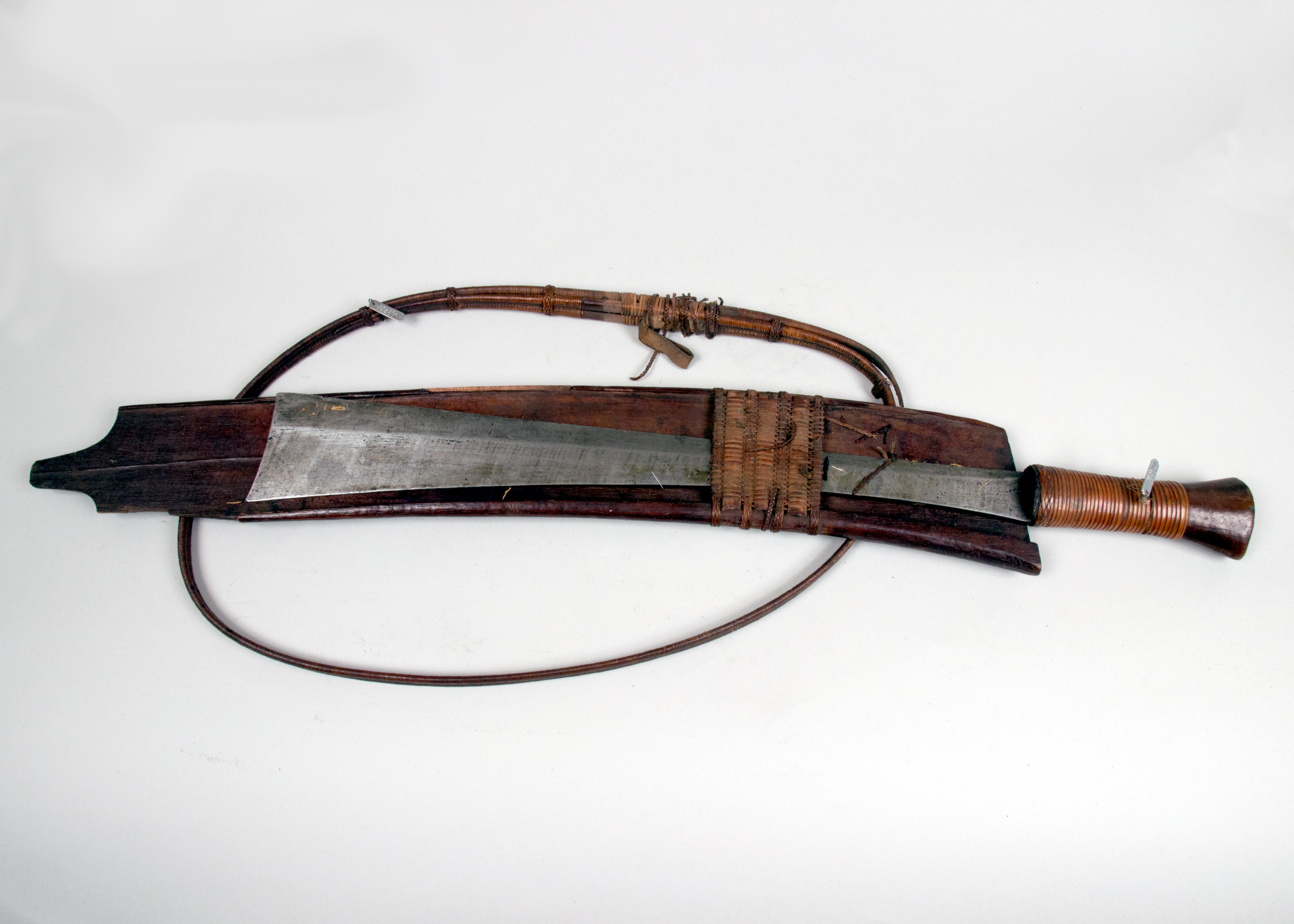
Exemplar de uma dao

Dao é a espada nacional do povo Naga, das regiões de Assam e Nagaland, na Índia. A espada, com o seu punho em madeira, e forma quadrada única, é usada para cavar bem como para matar.

## Forma
A espada dao pode ser encontrada na região nordeste de Assam e Nagaland, na Índia, onde as pessoas do povo Naga vivem. A dao tem uma forma grossa e pesada, com comprimento que varia entre os 45 e os 65 centímetros. O design exclusivo desta espada é que, em vez de um ponto, a ponta da espada é recta, com duas pontas em direcções opostas, onde em vez de uma ponta tem um leve ângulo curvo para dentro, criando uma aparência de uma forma quadrada. Esta forma também é encontrada da birmanesa dha, cuja forma é derivada da dao. A forma da dao foi adoptada pela primeira vez pelas pessoas Kachin. A partir daqui, a forma iria evoluir para a mais alongada dha.
A lâmina da dao é quase recta, com um mínimo de curva que só pode ser discernida através de uma examinarão muito próxima. A lâmina é pesada e o cinzel afiado. Ela tem uma única forma, que é mais estreita no punho da espada e vai ampliando gradualmente do punho em direcção parte quase quadrada extremidade.
O punho de madeira tem uma forma simples, sem guarda ou sem um pomo distinto. A raiz de bambu é considerada o melhor material para o cabo. O aperto do punho, às vezes, é embrulhado com cestaria. Às vezes, o punho é decorado com uma tampa de bronze na parte inferior. O cabo também pode ser feito de marfim, e, ocasionalmente, pode ser bem esculpido.
A dao é geralmente transportada em um equipamento de madeira aberto que está preso a um cinto de vime. A espada está escavada centralmente num dos rosto.